# Spinnin’ Deep
Spinnin’ Deep — нидерландский лейбл звукозаписи, основанный в 2009 году и специализирующийся на жанрах хаус, дип-хаус, тек-хаус, фьюче-хаус и EDM. Лейбл был одним из 40-ка лучших лейблов Spinnin’ Records. В 2014 году лейбл завоевал успех, догоняя свой дистрибьютор Spinnin’ Records. На лейбл подписаны такие артисты и коллективы, как: Bolier, CamelPhat, Chocolate Puma, EDX, Ferreck Dawn, Gregor Salto, Lucas & Steve, Martin Solveig, Mike Mago, Oliver Heldens, Pep & Rash, Sam Feldt, Sander Kleinenbarg и Watermät. Первым выпуском компании был сборник под названием Spinnin’ Deep Presents: Thech-House Essentilas.
Самым успешным синглом записанным на лейбле стал «Intoxicated» совместно с Мартином Сольвейгом и GTA, он занял 11-е место в хит-параде Германии, 81 в Австралии, 26 в Ирландии, 9-е в Топ-40 Нидерландов и 11-е в Single Топ-100, и 5-е в Великобритании.

## Исполнители
Записываются в настоящее время
- Aeroplane
- Audio Bullys
- Bart B More
- Bob Sinclar
- Bolier
- Bougenvilla
- CamelPhat
- Cheat Codes
- Chocolate Puma
- Cleavage
- Curbi
- Curtis Alto
- Danny Howard
- Dante Klein
- David Tort
- Deepend
- Don Diablo
- EDX
- Eelke Kleijn
- Fabich
- Fatboy Slim
- Ferdiand Weber
- Ferreck Dawn
- Firebeatz
- Gregor Salto
- Junior J
- Kris Menace
- Lifelike
- Lincoln Jesser
- Lucas & Steve
- Luсky Charmes
- LVNDSCAPE
- Martin Solveig
- Matisse & Sadko
- Mike Mago
- Michael Calfan
- Moguai
- Mr. Belt & Wezol
- Nora En Pure
- Oliver Heldens
- Pep & Rash
- Purple Disco Machine
- Redondo
- Rene Amezs
- Robbie Rivera
- Sam Feldt
- Sander Kleinenberg
- Sander van Doorn
- Sharam
- Shermanology
- Sleepy Tom
- The Alexsander
- The Him
- The Voyagers
- Yolanda Be Cool
- Watermät
- Zonderling

Записывались ранее
- Aad Mouthaan
- Alex Cruz
- Andrea Saenz
- Baggi Begovic
- Blacktron
- BoysDontDance
- Ceeryl Chardonnay
- CJay Swayne
- Dani L. Mebius
- DCUP
- DJ PP
- Dr. Kucho
- Felix Jeahn
- Grant Nalder
- GTA
- Jean Philips
- Jeremy Olander
- Jewelz
- JoeySuki
- Kayper
- Kraak & Smaak
- Lost Frequencies
- Mac Zimms
- Marc Benjamin
- Mario Ochoa
- Mat Holtmann
- Milton Channels
- Mitchcell Niemeyer
- My Digital Enemy
- NDKj
- NERVO
- Nicky Romero
- NO_ID
- Pablo Basel
- Parra for Cuva
- Peter Gelderblom
- Rishi Romero
- Rob Marmot
- Robin Hirte
- Romain Curtis
- Sebastian Reza
- Skitzofrenix
- Stefano Noferin
- Tim Anderson
- UMEK
- Wally Lopez
- Yolanda Be Cool